# Wyatt Oleff
Wyatt Jess Oleff (Chicago, 13 juli 2003) is een Amerikaanse (jeugd)acteur, bekend van het vertolken van de rol van Stanley Uris in de horrorfilm It uit 2017 en als de jonge Stanley Uris in het vervolg uit 2019 gebaseerd op de gelijknamige roman uit 1986 van Stephen King. Oleff had ook een kleine rol in de Marvel Studios-films Guardians of the Galaxy en Guardians of the Galaxy Vol. 2, als de jonge Peter Quill.
Oleff werd geboren in Chicago in de staat Illinois, als zoon van Doug en Jennifer Oleff. Daar woonde hij de eerste zeven jaar van zijn leven. Daarna verhuisde hij met zijn ouders naar Los Angeles en begon te acteren. In 2017 speelde hij samen met It actrice Sophia Lillis in de videoclip "Santa's Coming for Us" van Sia. In 2020 speelden ze ook samen de hoofdrol in de zevendelige coming of age-serie I Am Not Okay with This.

## Prijzen en nominaties
| Jaar | Prijs                 | Categorie                            | Werk | Uitslag  |
| ---- | --------------------- | ------------------------------------ | ---- | -------- |
| 2018 | MTV Movie & TV Awards | Best On-Screen Team (Beste Filmteam) | It   | Gewonnen |